# Hypolycaena skapane
Hypolycaena skapane är en fjärilsart som beskrevs av Druce 1895. Hypolycaena skapane ingår i släktet Hypolycaena och familjen juvelvingar. Inga underarter finns listade i Catalogue of Life.